# 本新
本新（もとしん）は富山県魚津市の、旧新川郡（下新川郡）道下村時代から存在する地区であり、町名のひとつ。工業地帯を本新、住宅地を本新町（もとしんまち）と区別し、現在も大半の地域は道下地区の一部である（西部のごく一部は村木に分類されることもある）。村木・村木町・緑町・末広町・釈迦堂・駅前新町・北鬼江地区と富山湾に面している。郵便番号は本新・本新町いずれも937-0068。

## 概要
元々は北鬼江の一部であったが、1646年 - 1661年頃に北鬼江から分村した際に「新村」と称していた。後にこの村より新たに北中村が分村したので、本新村と称するようになったと言われている。
魚津駅の東口は釈迦堂であるのに対して、西口が本新町である。地理的には市の中央である。近年徐々に住宅やアパートが増えている。地区内には、日本カーバイド工業魚津工場やその引込み線跡などがあり、同社の神尾康作が研究の偶然の産物として人工イクラを開発した。また、魚津市の中心部にあり、あいの風とやま鉄道魚津駅の西口、富山地方鉄道新魚津駅の駅前に位置し、アパートや住宅地が立ち並んでいる。富山湾に面していて蜃気楼の展望地としても知られる。
魚津大火後から1985年までの整備により、地区内には都市計画街路魚津中央線（通称：22m道路）が開通し、地区内の交通事情が大幅に改善された。

## 歴史
- 1889年4月1日 - 町村制施行により、本新村は道下村の所属となる[5]。
- 1912年 - 日本電気工業創業。
- 1935年10月8日 - 日本カーバイド工業魚津工場設立（資本金83万7500円）。本店を富山県下新川郡道下村大字本新751番地に設置。
- 1936年1月 - 国産肥料株式会社（日本電気工業として創業）を合弁し、翌月に工場操業開始。
- 1952年4月1日 - 魚津市に編入。本新は魚津市の大字に継承。その後、大字の表記は使用されなくなる。
- 1969年5月1日 - 本新のうち、一部を本新町に分離[9]。
- 1985年9月3日 - 魚津中央線が全線開通[8]。
- 1996年3月6日 - 前述で区分されなかった本新のうち、工業地帯部分（海側）をそのまま本新として継続、住宅地（山側）が旧・本新町と北鬼江、釈迦堂、村木の各一部と合併して本新町となる[10]。

## 世帯数と人口
2018年（平成30年）3月31日現在の世帯数と人口は以下の通りである。
| 大字・町丁 | 世帯数  | 人口  |
| ---------- | ------- | ----- |
| 本新       | 32世帯  | 68人  |
| 本新町     | 205世帯 | 543人 |
| 計         | 237世帯 | 611人 |

## 小・中学校の学区
市立小・中学校に通う場合、学区は以下の通りとなる。
| 大字・町丁 | 番・番地等 | 小学校             | 中学校             |
| ---------- | ---------- | ------------------ | ------------------ |
| 本新       | 全域       | 魚津市立道下小学校 | 魚津市立東部中学校 |
| 本新町     | 3〜31番    | 魚津市立道下小学校 | 魚津市立東部中学校 |
| 本新町     | 1〜2番     | 魚津市立村木小学校 | 魚津市立西部中学校 |